# Give Piece of Ass a Chance
Give Piece of Ass a Chance – kanadyjski film krótkometrażowy w reżyserii queerowego artysty Bruce’a LaBruce’a. Projekt zrealizowano w 2007 roku, poszczególne z wątków w nim przedstawionych traktują m.in. o: seksie, lesbianizmie, polityce i pornografii.

## Obsada
- Beever − LaTigre McNeil/Tigger
- Trixie EasyBake − Harlequin Jones/The Happy Harlequin
- Daddy K. − Roberta Robertson/The Bobby
- Kitty Neptune − The Munitions Heiress
- Sasha Van Bon Bon − The Blue Angel/Angela Bloomberg